# Xinzao, Sichuan
Xinzao (kinesiska: 新皂镇, 新皂) är en köping i Kina. Den ligger i provinsen Sichuan, i den sydvästra delen av landet, omkring 100 kilometer nordost om provinshuvudstaden Chengdu. Antalet invånare är 16 960. Befolkningen består av 7 967 kvinnor och 8 993 män. Barn under 15 år utgör 11,0 %, vuxna 15-64 år 79 %, och äldre över 65 år 9,0 %.
Genomsnittlig årsnederbörd är 1 156 millimeter. Den regnigaste månaden är juli, med i genomsnitt 309 mm nederbörd, och den torraste är december, med 8 mm nederbörd.